# Poitea florida
Poitea florida là một loài thực vật có hoa trong họ Đậu. Loài này được (Vahl) Lavin miêu tả khoa học đầu tiên.